# Слепое правосудие (телесериал)
Слепое правосудие (англ. Blind Justice) — 13-серийный драматический детектив телеканала ABC, выпущенный в 2005 году. Автор — Стивен Бочко.

## Сюжет
Нью-йоркский лейтенант полиции Джим Данбар теряет зрение, прикрывая напарника в перестрелке во время ограбления банка и едва приспособившись к новой жизни, он возвращается на службу вместе с собакой-поводырем. Коллеги не доверяют слепому детективу, но он все ещё обладает внутренним зрением и чутьем и начальство назначает ему в напарники детектива Карен Бетанкур.

## В ролях
- Рон Элдард — детектив Джим Данбар
- Марисоль Николс — детектив Карен Бетанкур
- Рена Софер — Кристи Данбар
- Рено Уилсон[англ.] — детектив Том Селуэй
- Фрэнк Грилло — детектив Марти Руссо
- Майкл Гэстон — лейтенант Гэри Фиск
- Сол Рубинек — доктор Алан Гэллоуэй

## Список серий
- Серия 01: Пилот / Pilot
- Серия 02: В могиле / Four Feet Under
- Серия 03: Убийство в ванной / Rub a Tub Tub
- Серия 04: На крыше / Up on a Roof
- Серия 05: Красота по-криминальному / Marlon’s Brando
- Серия 06: Корейский квартал / Seoul Man
- Серия 07: Преодоление себя / Leap of Faith
- Серия 08: Небезупречное прошлое / Past Imperfect
- Серия 09: В твоих глазах / In Your Face
- Серия 10: Черт побери / Doggone
- Серия 11: Танцуй со мной / Dance with Me
- Серия 12: Под прицелом / Under the Gun
- Серия 13: Сложные шаги / Fancy Footwork